# Oratorio di Santa Maria dei Prati
L'oratorio di Santa Maria dei Prati era un edificio religioso situato a Castiglione della Pescaia.

## Storia e descrizione
L'edificio religioso fu fatto costruire tra il periodo tardomedievale e l'inizio di quello rinascimentale, come luogo di preghiera situato in prossimità della porta, al di fuori della cinta muraria del borgo alto, lungo la strada che collegava il centro alle sponde del Lago Prile. Il luogo di culto era suffraganeo della pieve di San Giovanni Battista. Tra la fine del Cinquecento e gli inizi del Seicento la piccola chiesa versava in pessime condizioni, tanto da richiedere un lavoro di restauro, conclusosi nel 1617, che conferiva elementi stilistici e decorativi di gusto barocco al luogo di culto. L'edificio religioso continuò ad officiare anche durante il secolo successivo, fino alla sua definitiva soppressione avvenuta quasi certamente nel 1786.
Dell'oratorio di Santa Maria dei Prati sono state perse completamente le tracce. La sua esistenza e la sua storia sono documentate tuttavia in mappe e libri d'epoca, grazie ai quali è stato possibile identificare il luogo della sua ubicazione nei pressi della porta dell'Orologio.